# 西18丁目駅
西18丁目駅（にしじゅうはっちょうめえき）は、北海道札幌市中央区大通西18丁目にある札幌市営地下鉄東西線の駅。駅番号はT07。

## 歴史
- 1976年（昭和51年）6月10日：琴似駅 - 白石駅間開業に伴い、設置
- 2008年（平成20年）12月26日：可動式ホーム柵が稼働開始[1]
- 2025年（令和7年）6月1日：副駅名「札幌メディケアビル桂和前」を設定し、駅名標の上に看板が設置された[2]。

## 駅構造
相対式ホーム2面2線の地下駅である。地下1階に改札口が、地下2階に相対式2面2線のホームがある。改札口は両ホーム別に分かれているため、入場後に反対側のホームと行き来するためには線路の下をくぐるホーム間連絡通路を通る。改札口とホームを結ぶエレベーターもそれぞれ設置されている。地上へのエレベーターは3ヶ所あり、1番出入口横・4番出入口・6番出入口に設置されている。なお、当駅は元々5番出入口までであったが、メディケアセンタービルが建設された際に6番出入口が4・5番出入口の中間付近に設置された。

### のりば
| ホーム | 路線   | 行先                 |
| ------ | ------ | -------------------- |
| 1      | 東西線 | 大通・新さっぽろ方面 |
| 2      | 東西線 | 琴似・宮の沢方面     |

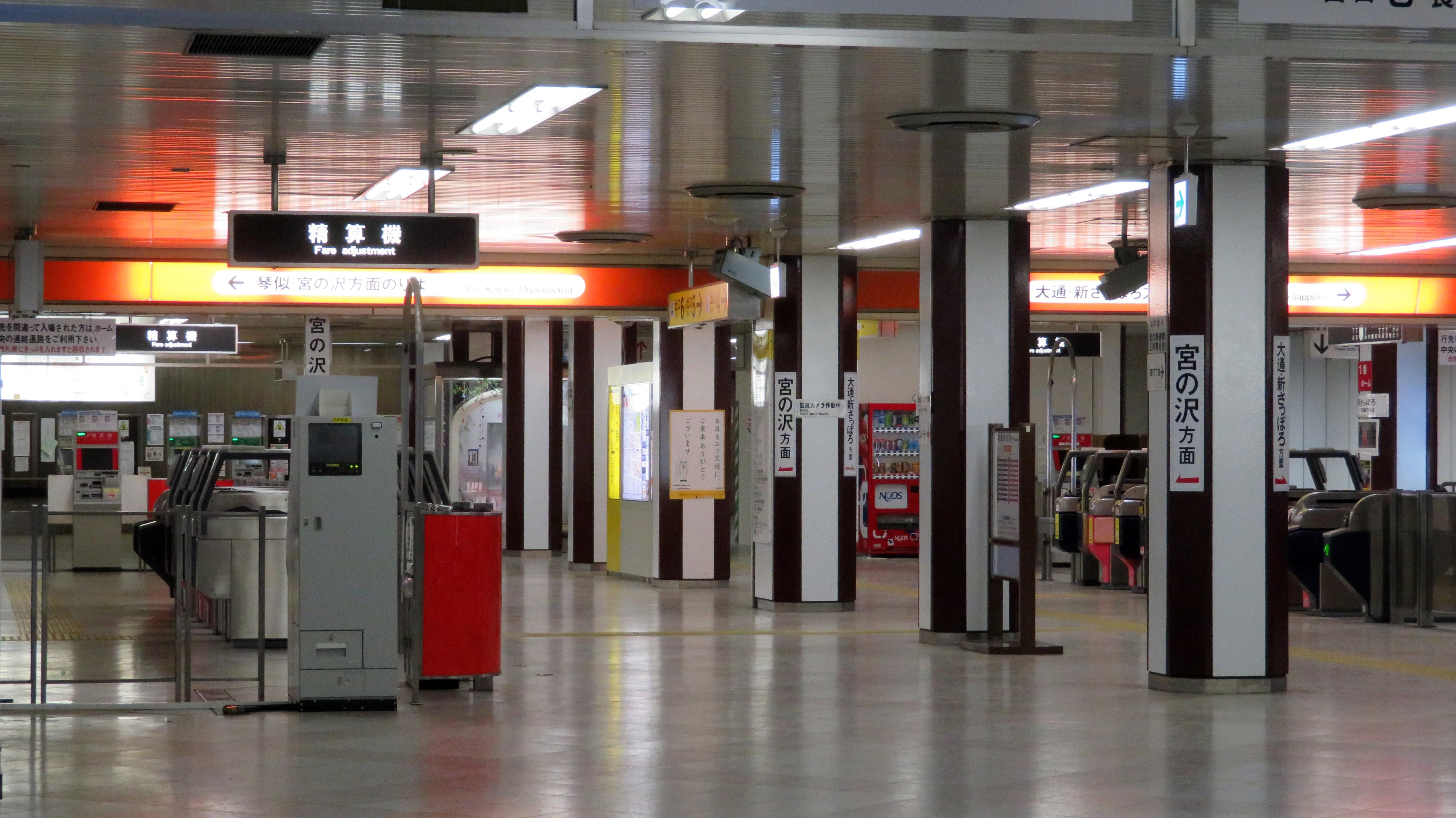
改札口
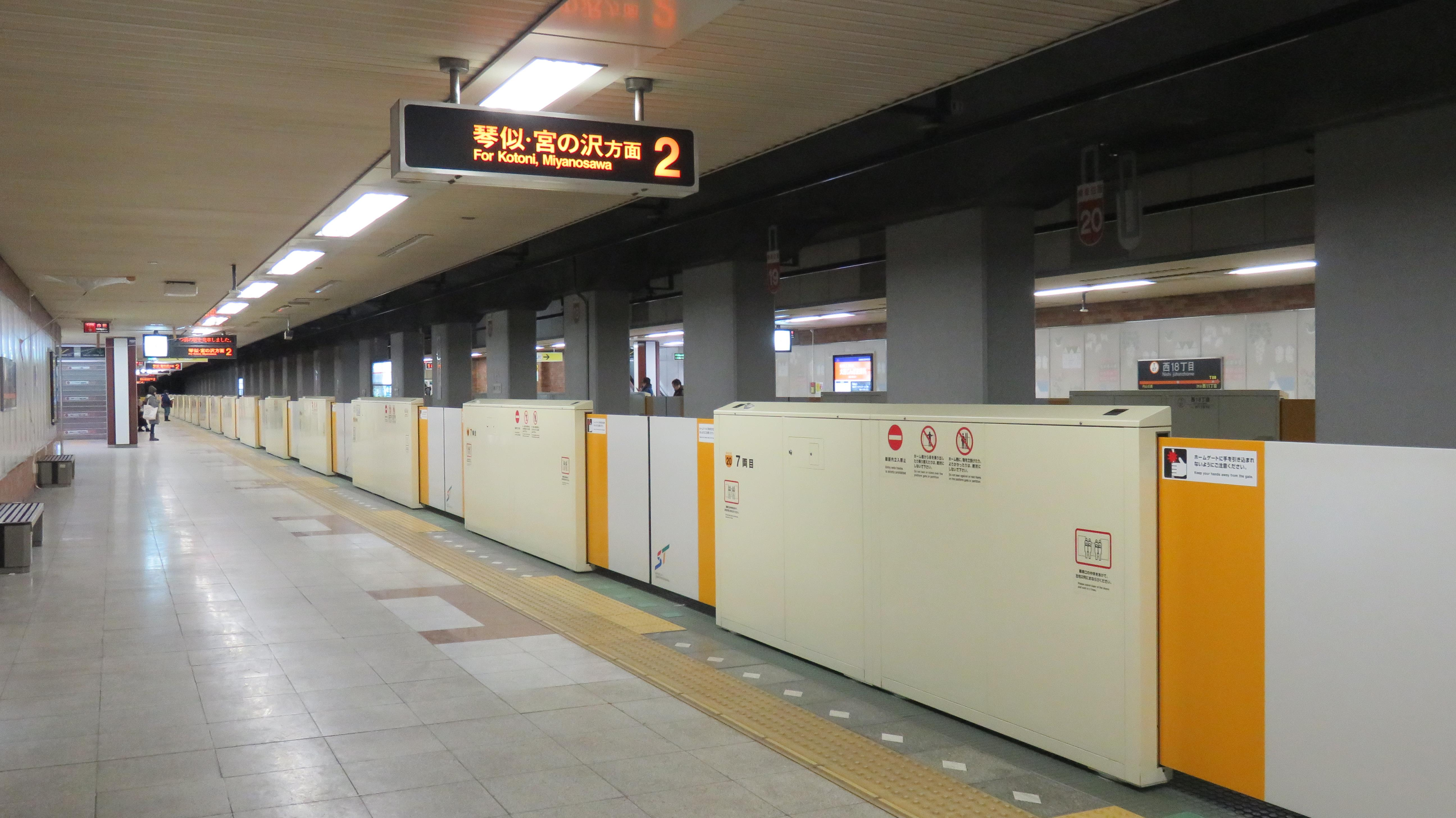
ホーム
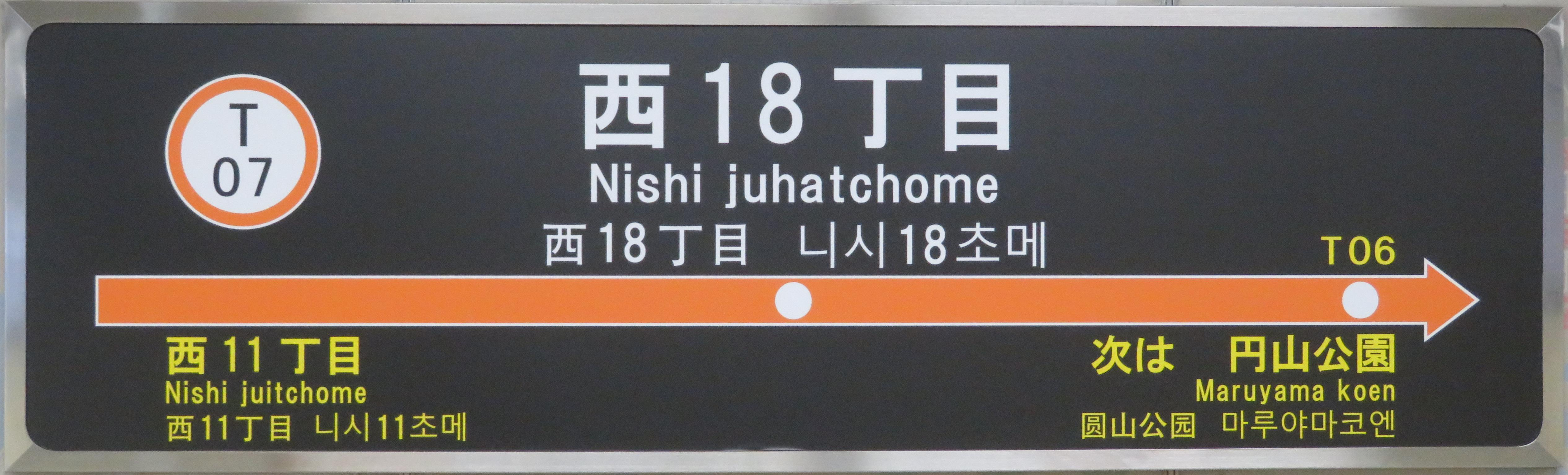
駅名標

## 利用状況
札幌市交通局によると、2020年度の一日平均乗車人員は12,492人である。東西線内では、大通駅、新さっぽろ駅、西11丁目駅に次いで4番目に多い｡
近年の1日平均乗車人員の推移は以下のとおりである。
| 年度   | 1日平均 乗車人員 | 出典  |
| ------ | ---------------- | ----- |
| 2009年 | 13,141           | [ 3 ] |
| 2010年 | 13,342           | [ 3 ] |
| 2011年 | 13,457           | [ 4 ] |
| 2012年 | 14,059           | [ 4 ] |
| 2013年 | 14,583           | [ 4 ] |
| 2014年 | 15,024           | [ 4 ] |
| 2015年 | 15,505           | [ 4 ] |
| 2016年 | 16,015           | [ 5 ] |
| 2017年 | 16,614           | [ 5 ] |
| 2018年 | 16,432           | [ 6 ] |
| 2019年 | 15,967           | [ 6 ] |
| 2020年 | 12,492           | [ 7 ] |

## 駅周辺
近隣には医療施設が多い。
- 札幌市保健所
- 札幌市健康づくりセンター中央センター
- 札幌市女性センター
- 札幌医科大学・札幌医科大学附属病院
- 札幌市医師会夜間急病センター
- NTT東日本札幌病院
- 中村記念病院
- 養護老人ホーム 札幌市長生園
- 札幌方面中央警察署北一条西交番
- 札幌管区気象台
- 札幌南一条西郵便局
- 北洋銀行札幌西支店札幌医大病院出張所
- 北海道立近代美術館
  - 北海道立三岸好太郎美術館
- 本願寺札幌別院
- 札幌市電一条線、山鼻西線　西15丁目停留所
- ジェイ・アール北海道バス札樽線、北海道中央バス札樽線「道立近代美術館」停留所[8][9]
- ジェイ・アール北海道バス琴似営業所「大通西18丁目」停留所[8]

## その他
- 駅スタンプは西18丁目駅のイニシャルNの中に北海道知事公館が描かれている[10]。

## 隣の駅
札幌市営地下鉄
 東西線
円山公園駅 (T06) - 西18丁目駅 (T07) - 西11丁目駅 (T08)